# Emanuel Fohn
Emanuel Fohn (* 26. März 1881 in Klagenfurt am Wörthersee; † 14. Dezember 1966 in Bozen) war ein österreichischer Maler, Restaurator und Kunstsammler.

## Leben
Emanuel Fohn brach sein Studium der Rechtswissenschaften ab, um Maler zu werden und besuchte in Wien eine Privatmalschule. Wegen seiner Förderung durch Hugo Darnaut konnte Fohn an der Akademie der bildenden Künste München bei Angelo Jank und Hugo von Habermann studieren. Nach einem längeren Aufenthalt in Dachau studierte Fohn in Berlin bei Lovis Corinth. Er wurde Lehrer an der Hochschule für bildende Künste Hamburg, ging 1923–1925 nach Spanien und danach wieder nach München. Es folgten häufige Reisen ab 1932, darunter nach Venedig und Paris, ein Jahr in Südfrankreich und in der NS-Zeit 1933 bis 1943 der Aufenthalt in Rom. Ab 1943 lebte Fohn in Kastelruth in Südtirol.
Gemeinsam mit seiner Frau Sophie legte er eine Kunstsammlung an, die Werke des 18. und 19. Jahrhunderts umfasste. Nachdem das nationalsozialistische Regime im Deutschen Reich zahlreiche Werke als „Entartete Kunst“ klassifizierter Bilder aus seinen Museen entfernte, konnte das Ehepaar Fohn viele solcher Kunstwerke, die nicht den Ansprüchen der sogenannten Deutschen Kunst entsprachen, günstig erwerben und auf diese Weise retten.
Teile der Sammlung Sophie und Emanuel Fohn wurden 1964 der Bayerischen Staatsgemäldesammlung geschenkt. Außerdem richtete Sophie Fohn nach dem Tod ihres Mannes die Emanuel und Sophie Fohn-Stipendienstiftung zur Förderung von höchstbegabten Studierenden aus Österreich und Südtirol ein.
Emanuel Fohn war Mitglied im Deutschen Künstlerbund.

## Werk
Emanuel Fohn schuf vor allem hellfarbige Landschaften und Veduten in impressionistischer Tradition. Bilder befinden sich im Stadtmuseum Bozen, der Nachlass im Tiroler Landesmuseum Ferdinandeum.

## Ausstellungen
- Ausstellung zum 75. Geburtstag, Graphische Sammlung Albertina, Wien (1956)
- Gedächtnisausstellung, Kärntner Landesgalerie, Neue Galerie der Stadt Linz – Wolfgang Gurlitt Museum, Künstlerhaus Salzburg (1969)
- Emanuel Fohn 1881–1966, Schloss Kastelbell (2010)